# Silene sessionis
Silene sessionis är en nejlikväxtart som beskrevs av Jules Aimé Battandier. Silene sessionis ingår i släktet glimmar, och familjen nejlikväxter. Inga underarter finns listade i Catalogue of Life.